# Globba orixensis
Globba orixensis är en enhjärtbladig växtart som beskrevs av William Roxburgh. Globba orixensis ingår i släktet Globba och familjen Zingiberaceae. Inga underarter finns listade i Catalogue of Life.